# Courtemanche (Somme)
Courtemanche é uma comuna francesa na região administrativa de Altos da França, no departamento de Somme. Estende-se por uma área de 4,15 km². Em 2010 a comuna tinha 105 habitantes (densidade: 25,3 hab./km²).